# Podgrzybek zajączek

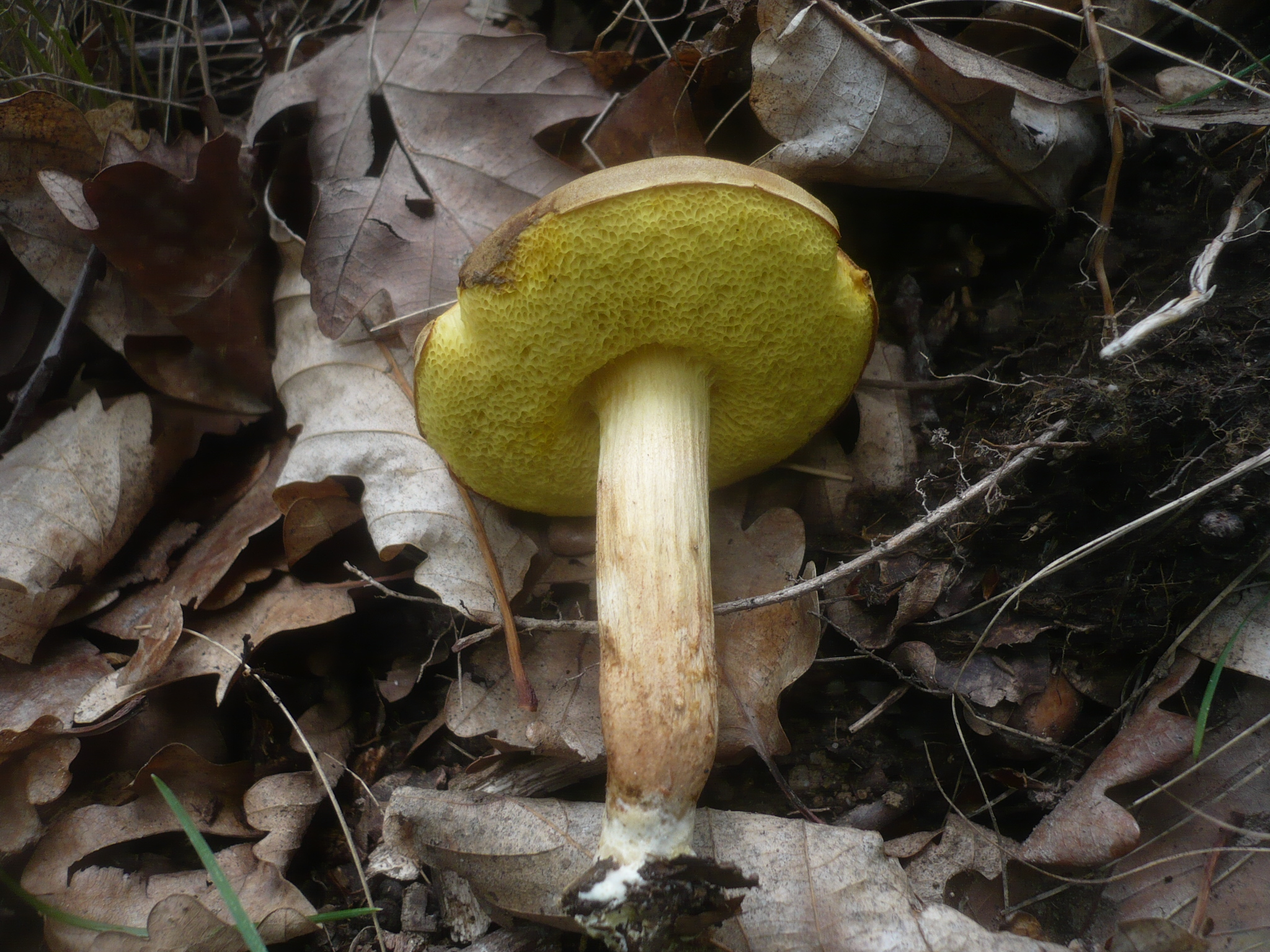
Xerocomus subtomentosus (L.) Fr 228138

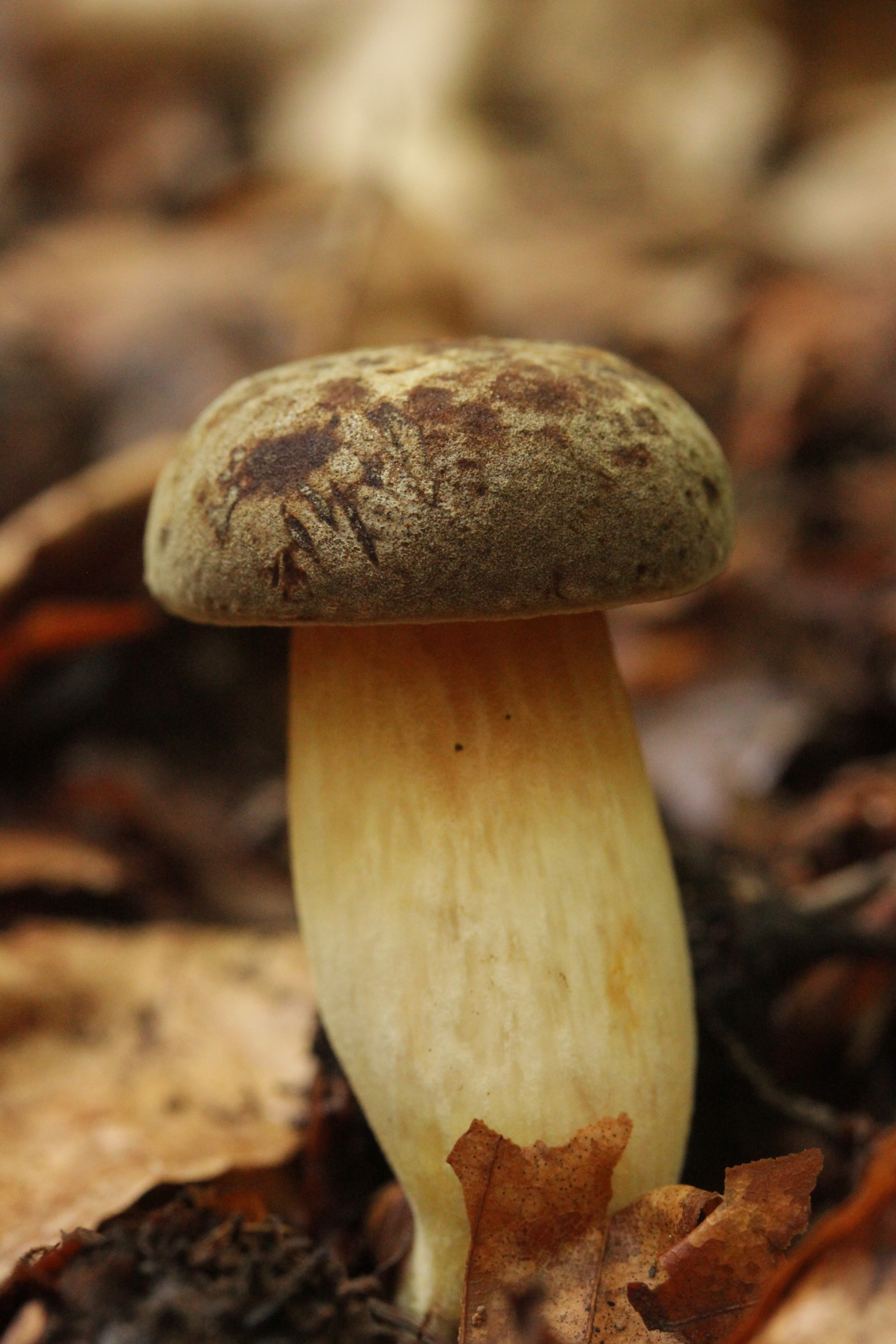
młody owocnik

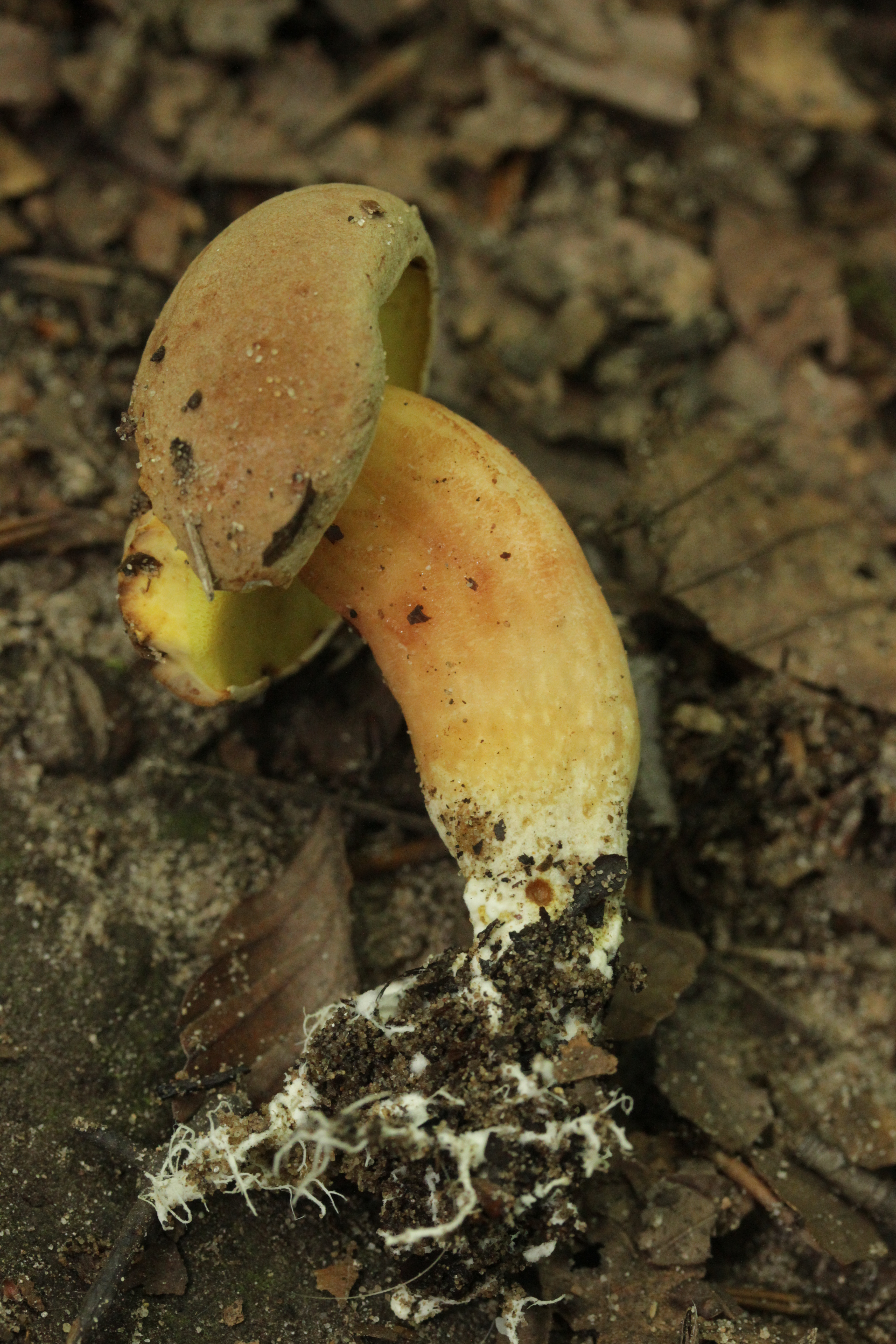
Widoczne białe strzępki grzybni

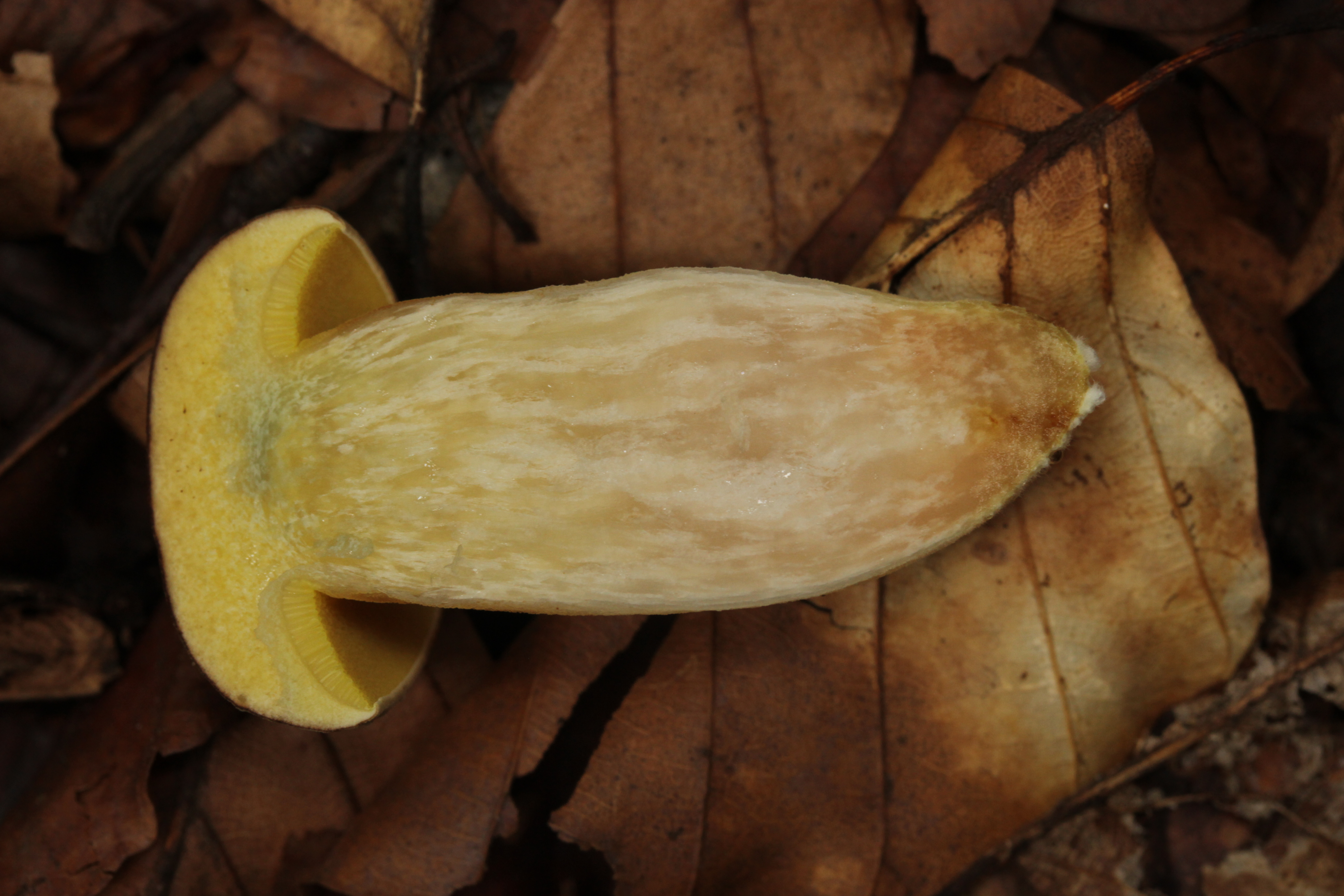
Przekrój owocnika, widoczne delikatne zaróżowienie w dolnych partiach trzonu

Podgrzybek zajączek (Xerocomus subtomentosus (L.) Quél.) – gatunek grzybów z rodziny borowikowatych (Boletaceae).

## Systematyka i nazewnictwo
Pozycja w klasyfikacji według Index Fungorum: Xerocomus, Boletaceae, Boletales, Agaricomycetidae, Agaricomycetes, Agaricomycotina, Basidiomycota, Fungi.
Przez Karola Linneusza opisany został w 1753 roku jako gatunek borowika (Boletus) pod nazwą Boletus subtomentosus. Później przez różnych autorów włączany był do różnych innych rodzajów (Ceriomyces, Leccinum, Rostkovites, Versipellis, Xerocomopsis). Obecną, uznaną przez Index Fungorum nazwę nadał w 1888 roku Lucien Quélet, przenosząc takson do rodzaju Xerocomus. W wyniku molekularnych badań filogenetycznych prowadzonych na początku XXI w. uznano ten gatunek za bardziej spokrewniony z borowikiem szlachetnym (Boletus edulis) niż podgrzybkami (Xerocomus), wskutek czego przeniesiony został do rodzaju Boletus. Najnowsze badania z użyciem bardziej zaawansowanych metod obaliły jednak to twierdzenie i takson na powrót włączono do rodzaju Xerocomus i ustanowiono typem nomenklatorycznym (gatunkiem typowym).
Ma około 60 synonimów. Niektóre z nich:

- Boletus lanatus Rostk. 1844
- Boletus leguei Boud. 1894
- Boletus striipes Fr. 1874
- Boletus subtomentosus f. leguei (Boud.) Vassilkov 1970
- Boletus subtomentosus var. lanatus (Rostk.) Smotl. 1912
- Boletus subtomentosus var. marginalis Boud. 1907
- Boletus xanthus (E.-J. Gilbert) Merlo 1980
- Ceriomyces subtomentosus (L.) Murrill 1909
- Leccinum subtomentosum (L.) Gray 1821
- Rostkovites subtomentosus (L.) P. Karst. 1881
- Versipellis subtomentosus (L.) Quél. 1886
- Xerocomopsis subtomentosus (L.) Reichert 1940
- Xerocomus ferrugineus var. leguei (Boud.) Bon 1994
- Xerocomus lanatus (Rostk.) Singer 1946
- Xerocomus leguei (Boud.) Montegut ex Bon 1985
- Xerocomus subtomentosus f. xanthus E.-J. Gilbert 1931
- Xerocomus subtomentosus var. leguei (Boud.) Maire 1933
- Xerocomus xanthus (E.-J. Gilbert) Curreli 1989

Polską nazwę nadała mu Alina Skirgiełło w 1960 roku. W piśmiennictwie mykologicznym opisywany był także pod nazwami: huba rzeszotnik, podgrzybek, zajęczy grzyb, zajęczy grzybek, grzyb cynamonowobrunatny, grzyb zajęczy, podgrzybek zajączek odmiana typowa, a także borowik zajęczy.
Epitet gatunkowy „subtomentosus” w języku łacińskim oznacza „pokryty drobnymi włoskami”.

## Morfologia
Kapelusz
Średnica 3–10 cm, u młodych egzemplarzy półkolisty u starszych egzemplarzy bardziej rozpłaszczony. Brzeg długo podwinięty. Skórka aksamitna lub pilśniowa, matowa i niedająca się ściągnąć. Podczas suchej pogody popękana jest na poletka. Kolor najczęściej oliwkowobrązowy, czasami żółtobrązowy lub siwobrązowy. Tworzy kilka form barwnych, np. o kapeluszu jasnożółtym (X. subtomentosus var. luteolus) lub brązowoczerwonawym (X. subtomentosus var. rubrotinctus).
Rurki
5–20 mm długości, żółte ciemnieją z wiekiem do zielonożółtych i oliwkowobrązowych początkowo przyrośnięte i lekko zbiegające potem wolne. Pory duże kanciaste, nieregularne jasnożółte potem zielonkawożółte, uszkodzone nie zmieniają koloru, u starszych owocników mogą poszarzeć.
Trzon
Wysokość 5–13 cm, grubość 1–3 cm, smukły, cylindryczny, pełny, zwężony u dołu, górą karbowany. Kolor od żółtego przez żółtobrązowy do czerwonobrązowego. Mogą występować podłużne, ciemniejsze pręgi lub siateczka o bardzo wydłużonych oczkach. Strzępki grzybni u nasady trzonu są barwy białej, co jest ważną cechą rozpoznawczą.
Miąższ
Biały lub kremowy z żółtym odcieniem, ciemniejszy nad rurkami. W kapeluszu miękki i mięsisty, siniejący po uściśnięciu; w trzonie włóknisty i twardy, w dolnej części różowy lub czerwony. Zapach bywa nieprzyjemny, szczególnie u podstawy trzonu przypomina jodoform.
Wysyp zarodników
Brązowooliwkowy. Zarodniki duże, wrzecionowate do elipsoidalnych, o wymiarach 10–15 × 4–5,5 μm. Pod mikroskopem elektronowym na powierzchni widoczna ornamentacja przypominająca rozrzucane bakterie w kształcie prętów.
Gatunki podobne
Jest zmienny pod względem barwy owocnika, szczególnie powierzchni kapelusza. Bardzo podobne są:
- suchogrzybek złotopory (Xerocomellus chrysenteron), który ma on bardziej popękany kapelusz, jaśniejsze pory i trzon o czerwonawym odcieniu[8].
- podgrzybek grubosiatkowany (Xerocomus ferrugineus) o oliwkowobrązowym kapeluszu i żółtych strzępkach grzybni u nasady trzonu, widocznych po wykręceniu owocnika z gleby, które u podgrzybka zajączka maja białą barwę[7].
- suchogrzybek oprószony (Xerocomellus pruinatus), którego pory sinieją po ugnieceniu[6].

## Występowanie i siedlisko
Na półkuli północnej jest szeroko rozprzestrzeniony, szczególnie na obszarach o klimacie umiarkowanym, na półkuli południowej nie występuje, z okolic równikowych podano jego stanowiska tylko w Kolumbii w Ameryce Południowej. W Polsce jest pospolity.
Grzyb naziemny występujący w lasach iglastych i liściastych, w zaroślach, rzadziej w parkach. Tworzy mykoryzę głównie z dębami, rzadziej z innymi liściastymi drzewami, np. grabami lub bukami, a w krajach śródziemnomorskich również z kasztanem jadalnym.

## Znaczenie
Grzyb mykoryzowy. Grzyb jadalny. Smaczny grzyb, który można przyrządzać na wiele sposobów. Młode okazy o twardych kapeluszach nadają się również do marynowania w occie. Bardzo często bywa zaczerwiony (pot. "robaczywy").